# Castnia invaria
Castnia invaria is een vlinder uit de familie Castniidae. De wetenschappelijke naam van de soort is in 1854 door Francis Walker gepubliceerd.
De soort komt voor in het Neotropisch gebied in vrijwel geheel Zuid-Amerika. De larven leven op Ananas (Ananas comosus).

## Ondersoorten
- Castnia invaria invaria (Brazilië)
- Castnia invaria penelope Schaufuss, 1870 (stroomgebied van de Amazone, de Orinoco, van Venezuela tot Guyana, Paraguay, Chili, Argentinië)
  - = Castnia penelope Schaufuss, 1870
  - = Castnia endelechia Druce, 1893
  - = Castnia juturna f. paraguayensis Strand, 1913
  - = Castnia icaroides Houlbert, 1917
  - = Castnia jordani Houlbert, 1917
  - = Castnia icarus penelope ab. endelechiodes Rothschild, 1919
  - = Castnia minerva Krüger, 1926
  - = Castnia icarus dividuus Röber, 1928
  - = Castnia icarus f. hoehni Jörgensen, 1930
  - = Castnia icarus patquiensis Breyer, 1943
- Castnia invaria trinitatis Lathy, 1925 (Trinidad)
  - = Castnia icarus trinitatis Lathy, 1925
- Castnia invaria volitans Lamas, 1995 (Suriname, Venezuela, Colombia)
  - = Papilio icarus Cramer, 1775 non Papilio icarus Rottemburg, 1775